# Julia Cencig
Julia Cencig (ur. 18 września 1972 w Salzburgu) – austriacka aktorka.

## Wybrana filmografia
- od 2015: serial SOKO Kitzbühel jako major Nina Pokorny
- 2011: Tylko góry znają prawdę (film TV) jako Weronika
- 2006: Kronprinz Rudolf jako Marie Larisch
- 2001 - : Medicopter 117 jako pilot Gina Aigner
- 2001: Home Run jako Angie
- 2001: Arabesken um Frosch jako Natasha
- 2001 : Komisarz Rex, Piękna śmierć jako Iris Manker